# Liria (Südsudan)
Koordinaten: 4° 39′ N, 32° 5′ O
Liria ist eine Kleinstadt im Bundesstaat Central Equatoria (Zentraläquatoria) im Südsudan.

## Lage
Die Stadt liegt rund 72 km südöstlich von Juba, der Hauptstadt des Südsudan.

## Bevölkerung
Es gibt keine genauen Zahlen über die aktuelle Bevölkerung von Liria. Der Ort liegt im Siedlungsgebiet der Lokoya – einer Untergruppe der Lotuko –, das bis in den Distrikt Torit reicht.

## Geschichte
Im Sezessionskrieg im Südsudan, der bis 2005 andauerte, wurde Liria im Mai 1992 von der Regierung in Khartum eingenommen. Im  September 1998 eroberte die Rebellenarmee SPLA kurzzeitig das Gebiet, um sich im Oktober wieder aus dem Ort zurückzuziehen.
Auch nach dem Ende des Krieges war das Gebiet von Liria Angriffen der ugandischen Lord’s Resistance Army (LRA) ausgesetzt. 2005 vermutete die Regierung Ugandas, dass sich Joseph Kony, der Führer der LRA, in der Umgebung von Liria aufhalte. 2007 gab es Kämpfe zwischen SPLA-Truppen und Viehdieben von der Volksgruppe der Murle.
Nach Angaben der Minenräumungsorganisation Sudan Integrated Mine Action Service (SIMAS) gehört Liria zu den am stärksten von Antipersonenminen betroffenen Gebieten im Südsudan.

## Wirtschaft
Infolge des Krieges sind Infrastruktur, Handel und Gewerbe nur sehr schwach entwickelt. Seit dem Friedensabkommen zwischen der sudanesischen Regierung und der SPLA gibt es erste Anzeichen eines kleinen wirtschaftlichen Aufschwungs.